# Leia albicoxa
Leia albicoxa är en tvåvingeart som beskrevs av Günther Enderlein 1910. Leia albicoxa ingår i släktet Leia och familjen svampmyggor. Inga underarter finns listade i Catalogue of Life.